# Rudolph de Lassus
Rudolph de Lassus (també pot aparèixer com a Rudolph de Lasso, Rudolph di Lasso, Rudolf di Lasso, entre altres variants) fou un compositor i organista, nascut a Múnic el 1563 i mort també allà el 1625. Era fill del també músic Orlando di Lasso i oncle de Ferdinando di Lasso.
Va ser organista de la cort de Guillem, duc de Baviera, i produí notables composicions, entre elles: Cantiones sacrae quatuor vocum (Múnic, 1606), Circus symphoniacus (Múnic, 1609), Moduli sacri ad convivium (Augsburg, 1614), Virginalia Eucharistica (Múnic, 1616), Alphabetum Marianum (Múnic, 1621), etc.